# المركز الدولي للتحول الديمقراطي
المركز الدولي للتحول الديمقراطي (ICDT) هو منظمة غير ربحية ومقرها في بودابست في المجر، وتقوم المنظمة بتجميع التجارب الحديثة للتحول الديمقراطي ومشاركتها مع الذين عزموا على المضي في الطريق نفسه. فبدلاً من العمل على الدعوة للديمقراطية في مجملها،
يلتزم المركز بأهداف ملموسة وعملية بدرجة أكبر. فيسعى المركز إلى توضيح كيفية قيام العديد من الديمقراطيات الناشئة بعملية التحول وكيف لا زالت على الطريق، بحيث يتعلم من نجاحات تلك الديمقراطيات الناشئة ومن فشلها من سيبدؤون مستقبلاً هذه الرحلة الشاقة للانتقال من الديكتاتورية إلى الديمقراطية.

## بيان المهمة
نظرًا لإقامة المركز الدولي للتحول الديمقراطي في أوروبا الوسطى، فقد كنا مدركين تمامًا لمدى تعقيد التحول الديمقراطي بصفتها عملية. فلقد مررنا نحن أنفسنا بهذه العملية منذ فترة قريبة وندرك تمامًا مدى هشاشة الديمقراطيات الجديدة. ونحن نؤمن إيمانًا راسخًا بأن ما من سبيل للحكم بنجاح التحول إلا عندما يشترك المجتمع بأسره في التمتع بفوائد الديمقراطية. وتتلخص مهمة المركز في تسهيل عملية التحول الديمقراطي السلس والسلمي على أساس مبادئ المشاركة، والجوانب الاجتماعية السياسية والاقتصادية والقانونية والثقافية والمدنية من عملية التحول، والسياق الاجتماعي الثقافي للمناطق والدول حيث تحدث عملية التحول.

## معلومات تاريخية
لقد نشأت فكرة إنشاء معهد يقوم على جمع ومشاركة تجارب التحولات الديمقراطية السابقة من السفير الأمريكي السابق مارك بالمر، نائب رئيس مجلس مجتمع الديمقراطيات (CCD). فلقد تمت متابعة اقتراحه في اجتماع عقد بين وزير الخارجية المجري لاسزلو كوفاكس ووزير الخارجية الأمريكي في شهر يونيو من عام 2004. ففي مؤتمر عقد في بودابست في شهر مارس من عام 2005 وافق على ورقة مفاهيم المركز الجديد ممثلو المجتمع المدني والقادة الحكوميون من أفريقيا وآسيا وأمريكا اللاتينية وأوروبا والولايات المتحدة، وكذلك ممثلون عن عدد من المنظمات الدولية. ثم قدم الفكرة بعد ذلك وزير الخارجية المجري في المؤتمر الوزاري الثالث لمجتمع الديمقراطيات في سانتياغو عاصمة تشيلي. ولقد حظيت الفكرة مجددًا بترحيب كبير وصدق عليها وزراء الخارجية المشاركون والذين يمثلون أكثر من 100 حكومة ديمقراطية في العالم. وأخيرًا أعلن رئيس المجر في شهر سبتمبر من عام 2005 في مؤتمر القمة العالمي التابع لـ الأمم المتحدة أنه "قد تم تأسيس المركز الدولي للتحول الديمقراطي (ICDT) في بودابست."

## الطريقة التنفيذية
يقوم المركز الدولي للتحول الديمقراطي بما يلي:
- تسهيل عملية التحول الديمقراطي باستخدام المعارف وتجارب التحول ومشاركة أفضل الأساليب؛
- عقد اجتماع مع أهم المستفيدين الوطنيين للعب أدوار أساسية في عملية التحول؛
- توفير نماذج متعددة الطرائق مناسبة ويمكن تعديلها بهدف إنشاء المؤسسات الديمقراطية وترسيخها؛
- القيام بدور الوسيط بين الحضارات والمناطق من خلال عقد حوارات فيما بينها.

## الإنجازات الرئيسية
- تنفيذ 23 مشروعًا متميزًا بهدف دعم التحول الديمقراطي ومشاركة أفضل الأساليب والدروس المستفادة؛
- خلق وجود قوي في مولدوفا من خلال سلسلة من المشروعات المتميزة العالية المستوى؛
- الاحتفال بالذكرى العشرين للتغيرات الديمقراطية لعام 1989 بطريقة مهيبة بإقامة عدد من المؤتمرات والأحداث المرموقة؛
- الوصول إلى ما يزيد عن آلاف الأعضاء من المجتمع المدني والمسؤولين الحكوميين وممثلي وسائل الإعلام؛
- اكتساب ثقة مانحين جدد من بينهم حكومات إستونيا وسويسرا ولوكسمبرج؛
- إقامة شراكة طويلة الأمد مع مؤسسة هيلين بدر؛
- تحقيق اعتراف دولي واسع بنشر البديل الأوروبي لبيلاروسيا: تقرير قوة عمل ببيلاروسيا؛
- نشر خطاب مفتوح إلى إدارة الرئيس أوباما والذي جذب الاهتمام الدولي وكان محل نقاش كبير؛
- ضم باولا جي دوبريناسكي وأبريل إتش فولي ونبيلة حمزة وتشاندريكا باندرانيكا كيوماراتونجا وأليكسندر كواسنوسكي ود. بيتر مدجيسي وجورج إي باتاكي وجورج سوروس ود. فايرا فايك فريبيرجا إلى أعضاء مجلس الإدارة العالمي الجديد.

## محاور البرنامج
التعاون الإقليمي
تعزيز التعاون الإقليمي بين الحكومات والجمعيات المدنية في الدول المتجاروة بهدف تمكين التحول الديمقراطي وضمان الاستقرار الإقليمي.

نموذج الطرائق المختلفة للديمقراطية
توفير الدعم الفني وفرص التعلم للديمقراطيات الجديدة والهشة مع التركيز على عوامل محددة وعملية في الديمقراطية مثل الانتخابات وحرية التعبير عن الرأي.

الديمقراطية المستدامة
تقوية مشاركة الجماعات المهمشة، مثل الأقليات والمرأة وغيرهم من الجماعات الاجتماعية غير المحمية في أثناء عملية التحول وتفعيل الديمقراطية.

البحث والتحليل
فهم وتفسير الآلية المعقدة للتحولات الديمقراطية من أجل توقع الاتجاهات المستقبلية وتقديم التوصيات للمشروعات في محاور البرنامج الثلاثة في المركز.

## مجلس الإدارة الدولي
يتألف مجلس الإدارة الدولي للمركز من شخصيات بارزة في المجالات الدولية للسياسة والاقتصاد والفنون والعلوم.
رئيس مجلس الإدارة
- صاحب الرفعة جانوسز أوينسكويك، نائب رئيس البرلمان الأوروبي ورئيس الدفاع السابق في بولندا

الأعضاء
- صاحبة الرفعة مادلين أولبرايت، وزيرة الخارجية الأسبق ورئيس مجموعة أولبرايت الأمريكية
- السيد/ دانيل بدر، الرئيس والمدير التنفيذي لمؤسسة هيلين بدر الأمريكية
- صاحب الرفعة دونالد بلينكين، سفير الولايات المتحدة الأسبق إلى المجر، الولايات المتحدة
- صاحبة الرفعة نانس برينكر، رئيس البروتوكولات الأسبق بالبيت الأبيض والسفير الأسبق إلى المجر، الولايات المتحدة
- صاحب الفخامة كيم كامبل رئيس الوزراء الكندي الأسبق
- السيد جوستافو أيه سيسنيرو، رئيس مجلس إدارة مجموعة سيسنيرو للشركات بالولايات المتحدة
- الأستاذ الجامعي إميل كوستانيوسكو، رئيس رومانيا الأسبق في الفترة من 1996-2000
- السيدة جويل إتش كاوان، رئيس شركة هابرشام وكاوان. الولايات المتحدة
- صاحب الرفعة جايانثا دانبالا، المساعد الأسبق للأمين العام للأمم المتحدة، والرئيس الشرفي لمكتب السلام الدولي بسريلانكا
- السيدة باولا جيه دوبريانسكي، المساعد الأسبق لوزير الخارجية للديمقراطية والشئون الدولية، الولايات المتحدة
- صاحب الرفعة أبريل إتش فولي، السفير الأسبق للمجر، في الولايات المتحدة
- صاحب الرفعة جيورجي هابسبيرج، أرشيدوق جورج النمسا، سفير لدى المجر
- السيدة نبيلة حمزة، رئيس مؤسسة المستقبل في الأردن
- السيد أندريه إيلاريونوف، الزميل الأول في مركز الحرية والرخاء العالمي التابع لمعهد كاتو في الولايات المتحدة
- صاحب الرفعة الرئيس تشاندريكا باندرانيكا كيوماراتونجا، رئيس سيريلانكا الأسبق
- صاحب الرفعة الرئيس أليكسندر كواسنوسكي، رئيس بولندا الأسبق
- صاحب الرفعة الرئيس ريكاردو لاجوس، رئيس جمهورية تشيلي الأسبق
- صاحب الرفعة هو جين لي سفير المجر السابق لدى كوريا الجنوبية
- السيدة سونجا ليتش، رئيسة اللجنة التنفيذية في المركز الدولي للتحول الديمقراطي (ICDT) ورئيسة ومؤسسة صندوق بلغراد للتميز السياسي، في صربيا
- السيد ماركوس ميتشل، آخر وزير خارجية في ألمانيا الشرقية، ونائب متحدث السياسة الخارجية في الحزب الديمقراطي الاجتماعي الألماني
- الأستاذ الجامعي أناتولي ميكهالوف، رئيس جامعة الدراسات الإنسانية الأوروبية - الفرع الدولي بلتوانيا
- صاحب الرفعة مارك بالمر، السفير الأسبق للولايات المتحدة الأمريكية لدى المجر، الولايات المتحدة
- الحاكم جورج إي باتاكي، حاكم نيويورك الأسبق، الرئيس المشارك لمجلس العلاقات الخارجية فرقة عمل مشكلات التغيرات المناخية المستقلة الأمريكية
- السيد توماس إس روني، المدير التنفيذي ومدير شركة إنرجي ريكفري الولايات المتحدة
- د. سيما سامر، رئيس لجنة أفغانستان المستقلة لحقوق الإنسان، أفغانستان
- صاحب الرفعة نارسيس سيرا، نائب الرئيس الأسبق في الحكومة الإسبانية ورئيس مؤسسة CIDOB، إسبانيا
- صاحب الفخامة والسمو الأمير حسن بن طلال، رئيس نادي روما، الأردن
- السيد بوريز تارسيوك، وزير الخارجية الأسبق في أوكرانيا
- السيد ماكسيميلان تيليكي، رئيس التحالف المجري الأمريكي، في الولايات المتحدة
- د. فايرا فايك فريبرجا]]، رئيس لاتفيا الأسبق
- د. إيفان فيتانيا، عضو في البرلمان المجري
- صاحب الرفعة جورج هربرت ووكر الثالث، السفير الأسبق للولايات المتحدة الأمريكية لدى المجر، الولايات المتحدة
- السيد صانديب واسليكار، رئيس مجموعة فورسايت الإستراتيجية، الهند
- صاحب الرفعة، جون سي وايتهيد، مساعد وزير الخارجية الأسبق، الولايات المتحدة

؛الأعضاء الشرفيون
- إيفان بابا، وزير الدولة الإداري للشئون الخارجية بالمجر
- صاحب الرفعة ميتشيل بارنييه، وزير الزراعة الأسبق في فرنسا، وعضو لجنة باروسو والسوق الداخلي والخدمات
- سعادة القاضي ألكسندر بوراين، العضو الأسبق في لجنة الحق والمصالحة في جنوب إفريقيا
- صاحب الرفعة توماس هندريك إلفيس، رئيس إستونيا
- صاحب الرفعة جانوس مارتوني، وزير الخارجية المجري
- السيد جورج سوروس، رئيس شركة سوروس لإدارة الصناديق (Soros Fund Management, LLC) ومؤسس معهد المجتمع المفتوح في الولايات المتحدة
- † صاحب الرفعة الأستاذ الجامعي برونيسلو جيرميك، عضو البرلمان الأوروبي، ووزير الخارجية الأسبق وعضو التضامن في بولندا

## اللجنة التنفيذية
تتألف اللجنة التنفيذية في المجلس الدولي للتحول الديمقراطي من خمس شخصيات بارزة صاحبة مكانة دولية من المجالين العلمي والعمل العام، وينتخبهم مجلس الإدارة الدولي لمدة ثلاث سنوات.
الرئيس
- السيدة سونجا ليتش، رئيس ومؤسس صندوق بلغراد للتميز السياسي

الأعضاء
- السيد/ دانيل بدر، الرئيس والمدير التنفيذي لمؤسسة هيلين بدر الأمريكية
- صاحب الرفعة أبريل إتش فولي، سفير الولايات المتحدة الأسبق لدى المجر
- صاحب الرفعة د. فيرنك سوموجي، وزير خارجية المجر الأسبق، والسفير السابق لدى الولايات المتحدة
- السيد بوتوند زاكوني، مدير المعهد المجري للشئون الدولية

## المجلس الاستشاري الحكومي
يمثل أعضاء المجلس الاستشاري الحكومي حكوماتهم. فيعمل هذا المجلس كشكل منظم للتواصل مع الحكومات الديمقراطية في العالم. وحتى الآن أوفدت أكثر من 40 دولة ديمقراطية ممثليها إلى المجلس الاستشاري الحكومي المنبثق من المركز الدولي للتحول الديمقراطي، والذي يقدم مشورته للمركز ويقيم أعماله ويقدم اقتراحات تتعلق بمشروعات معينة.
مجلس الأمناء
- صاحب الرفعة السيد فيكتور ريكو، أمين الشئون السياسية، منظمة الدول الأمريكية (OAS)
- صاحبة الرفعة السيدة ميرا هوكسا، سفيرة ألبانيا لدى المجر
- صاحب الرفعة السيد جون جريفين سفير أستراليا لدى المجر
- صاحب الرفعة د. مايكل زيمرمان سفير النمسا لدى المجر
- صاحب الرفعة السيد بيير لابوفيري سفير بلجيكا لدى المجر
- صاحب الرفعة السيد نيقولا دوكيس، سفير البوسنة والهرسك لدى المجر
- صاحبة الرفعة السيدة إيفينيا كولدانوفا نائبة وزير الخارجية البلغاري
- صاحبة الرفعة السيدة تامارا لين جوتمان سفيرة كندا لدى المجر
- صاحب الرفعة السيد إيفان بانديك سفير كرواتيا لدى المجر
- السيدة جابريلا دلوها، مديرة في وزارة الخارجية قسم حقوق الإنسان وسياسة التحول في جمهوريك التشيك
- صاحب الرفعة السيد برت بالوم سفير إستونيا لدى المجر
- السيد هانو كيرولايانن، المدير العام لقسم العلاقات الدولية في وزارة الخارجية الفنلندية
- صاحب الرفعة السيد زفياد تشومبرذد سفير جورجيا لدى المجر
- صاحب الرفعة السيد سبيردون جورجيلز سفير اليونان لدى المجر
- صاحب الرفعة السيد جاوري شانكار جيبوتا سفير الهند لدى المجر
- صاحب الرفعة د. جيان بي كامبنولا سفير إيطاليا لدى المجر
- صاحب الرفعة السيد تتسو إيتو سفير اليابان لدى المجر
- صاحب الرفعة السيد مكرم مصطفى القويسي سفير الأردن المعتمد لدى المجر
- السيدة دورثي أنجوت الأمين الدائم لوزارة الأراضي في كينيا
- صاحب الرفعة السيد تشونج ها سوه سفير جمهورية كوريا لدى المجر
- صاحبة الرفعة السيدة شكنديجي شيريفي سفير كوسوفو لدى المجر
- صاحبة الرفعة السيدة فيرونيكا إيرت سفير لاتفيا لدى المجر
- صاحب الرفعة السيد ريناتاز جوسكا سفير لتوانيا لدى المجر
- صاحب الرفعة السيد مارك كورت سفير لوكسمبورج لدى المجر
- صاحب الرفعة السيد ألكسندرو كودرينو سفير ملدوفا لدى المجر
- صاحبة الرفعة السيدة أوشير إنختستسيج سفيرة منغوليا لدى الأمم المتحدة
- صاحب الرفعة السيد فيسكو جاسيفيك المدير السياسي لوزارة الخارجية بمونتنيغرو
- صاحب الرفعة السيد روبرت ميلدرز سفير هولندا لدى المجر
- صاحبة الرفعة السيدة سيري إيلين سلتنر سفيرة النرويج لدى المجر
- صاحب الرفعة السيد رومان كوالاسكي سفير بولندا لدى المجر
- صاحب الرفعة السيد أنطونيو أوجستو جورج مندز، سفير البرتغال لدى المجر
- السيد بوجدان مازورو، وزير الدولة للشئون الخارجية، وزارة الشئون الخارجية برومانيا
- السيد دامجان كرنجيفيك مسكوفيك، مستشار وزير الخارجية بصربيا
- صاحب الرفعة السيد بيتر ويس سفير سلوفاكيا لدى المجر
- صاحبة الرفعة السيدة دارجا بافداز كيورت سفيرة سلوفينيا لدى المجر
- صاحب الرفعة السيد إنريك باستور دي جانا، سفير إسبانيا لدى المجر
- صاحبة الرفعة السيدة كارين إوليركا أولوفدوتر سفيرة السويد لدى المجر
- السيد مارتن ميتشيل، رئيس قسم سياسة حقوق الإنسان في الوزارة الفيدرالية للشئون الخارجية بسويسرا
- الأستاذ الجامعي روسكازا سيمفو ميوكاندالا، المدير التنفيذي لأبحاث الديمقراطية والتعليم بتنزاينا
- صاحب الرفعة السيد حسن كمال جور سفير تركيا لدى المجر
- صاحب الرفعة السيد يوري موشكا سفير أوكرانيا لدى المجر
- صاحب الرفعة السيد جريجوري دوري سفير المملكة المتحدة لدى المجر
- السيدة أنجيلا كين، مساعد الأمين العام للإدارة، الأمم المتحدة
- صاحبة الرفعة السيدة إيليني تساكوبولوس كوانالاكيس، سفيرة الولايات المتحدة لدى المجر

## المستشارون
- السيد سيزار دي بلتران، مستشار أول
- صاحب الرفعة أندريه إردوس، مستشار أول
- السيد أتاليا كوملوس، مستشار أول
- السيد ساندرو كوليس، مستشار أول

## طاقم الموظفين
- السفير البروفيسور الدكتور إيستفان جيمارتي، رئيس مركز تأسيس الديمقراطية العامة
- السيد جاسبار فاركوني، المدير الإداري لمركز تأسيس الديمقراطية العامة
- السفير لاسزلو فاركوني، رئيس المركز الدولي للتحول الديمقراطي

## وصلات خارجية
- The International Centre for Democratic Transition (ICDT) ICDT Homepage
- ICDT - The Movie على يوتيوب
- Promoting Democratic Transition Worldwide in 2008 ICDT Brochure 2008

إصدارات المركز الدولي للتحول الديمقراطي (ICDT)
- Minorities in Transition in South, Central, and Eastern Europe ICDT Papers No. 1.
- Democratic Change and Gender: The 'Foremother Exercise'
- A European Alternative for Belarus - Report of the Belarus Task Force ; in Russian: ; in Belarusian:

النشرات الإخبارية للمركز
- النشرة الإخبارية للمركز الدولي للتحول الديمقراطي لشهر إبريل 2008:
- النشرة الإخبارية للمركز الدولي للتحول الديمقراطي لشهر يونيو 2008:
- النشرة الإخبارية للمركز الدولي للتحول الديمقراطي لشهر سبتمبر 2008:
- النشرة الإخبارية للمركز الدولي للتحول الديمقراطي لشهر ديسمبر 2008:
- النشرة الإخبارية للمركز الدولي للتحول الديمقراطي لشهر فبراير 2009:
- النشرة الإخبارية للمركز الدولي للتحول الديمقراطي لشهر إبريل 2009: